# Ludzie Wisły
Ludzie Wisły – polski dramat społeczny z 1938 roku w reżyserii Aleksandra Forda i Jerzego Zarzyckiego, zrealizowany na podstawie powieści środowiskowej Heleny Boguszewskiej i Jerzego Kornackiego pod tytułem Wisła. Scenariusz powstał we współpracy reżyserów i autorów powieści. W ich zamierzeniu film miał za zadanie sportretować w sposób realistyczny „egzotyczny świat ludzi Wisły”, „tych, którzy w trudzie codziennym wiodą wartkim nurtem ku morzu ładowne barki, tratwy i holowniki”. Debiut fabularny Jerzego Zarzyckiego.
Akcja filmu rozgrywa się w środowisku wodniaków, spławiających szlakiem wiślanym towary na barkach. Przeplatają  i uzupełniają się w nim dwa wątki. Pierwszy wątek, mający charakter melodramatyczny, skupiał się na historii miłosnej córki szypra, Anny (Ina Benita) i złodzieja Aleksego (Jerzy Pichelski) oraz losach małżeństwa Zygmunta (Kazimierz Jenoval) i jego schorowanej żony Julci (Renata Renee). Drugą nicią przewodnią scenariusza stała się postać Matyjaski (Stanisława Wysocka), starszej już właścicielki wysłużonej barki. Stojąca twardo na ziemi i ciesząca się poważaniem w swoim środowisku kobieta musiała zmierzyć się z widmem deklasacji z uwagi na brak nowoczesnej łodzi, a co za tym idzie odsunięcia od przewozu bardziej dochodowych ładunków.
Ingerencja producentów oraz błędy warsztatowe reżyserów sprawiły, że krytycy podeszli do Ludzi Wisły z mieszanymi uczuciami. Pierwotne zamierzenia twórców odnaleźć można było we fragmentach związanych z portretowanym środowiskiem, zwłaszcza  połączonych z wybitnie odegraną przez Stanisławę Wysocką postacią Matyjaski, reszta zaś produkcji nabrała cech konwencjonalnego melodramatu. Krytycy docenili także zdjęcia Stanisława Lipińskiego.

## Opis fabuły

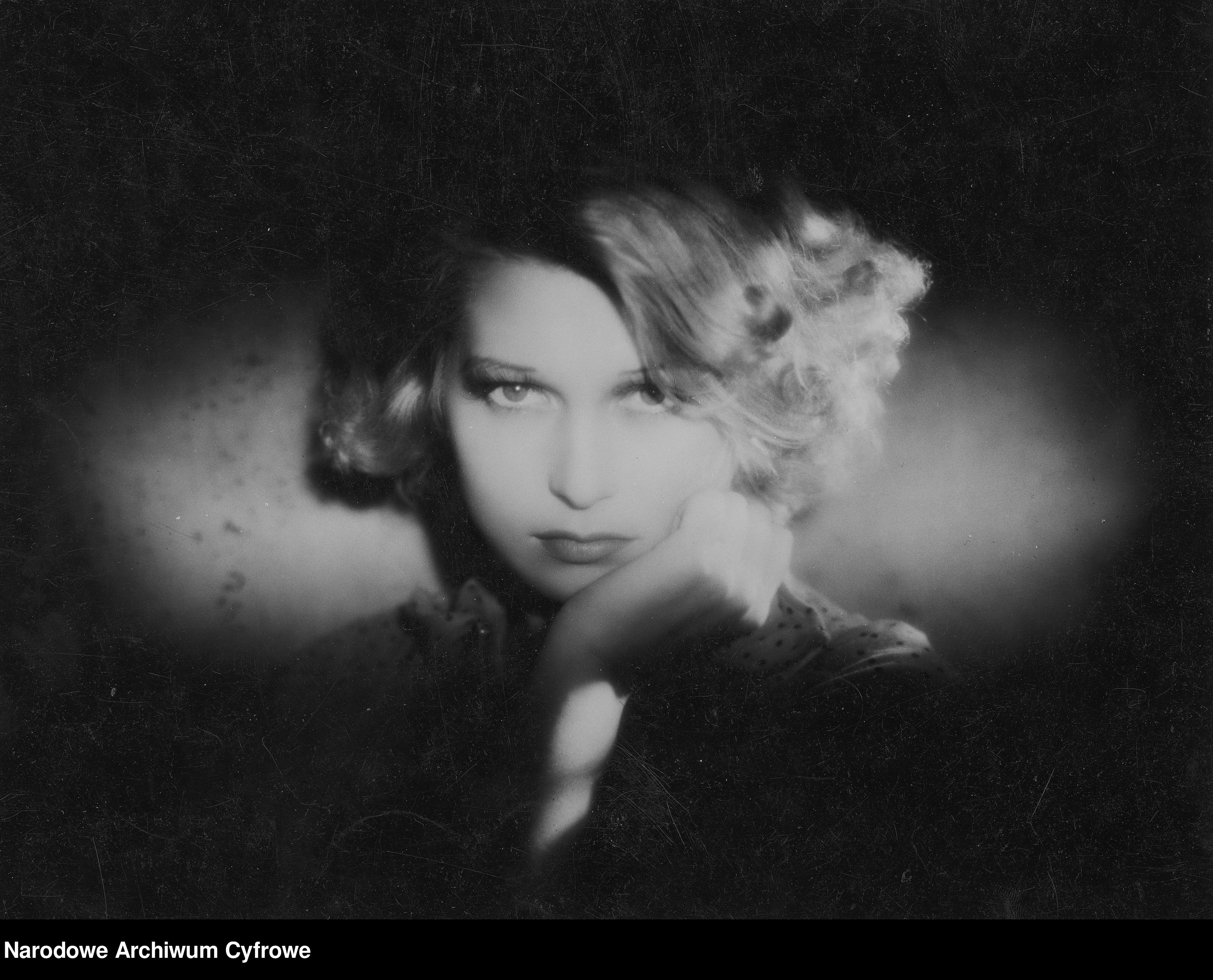
Ina Benita jako Anna w jednej ze scen filmu

Główną bohaterką filmu jest Anna, córka szypra Firlusa, właściciela barki towarowej, zarabiającego na życie przewozem ładunków na szlaku wiślanym. Jej siostrą jest chorowita Julcia, która wraz z mężem Zygmuntem, z braku pieniędzy mieszkają i pracują na wynajętej barce „Martin”. Termin dzierżawy wkrótce upływa, wobec czego małżeństwo, obawiając się bezdomności, prosi ojca Julci o zakupienie „Martina”. Mężczyzna nie zgadza się na ten krok ze względu na wysoką cenę.
Tymczasem z więzienia wychodzi Aleksy, złodziej kradnący na szlaku wodnym i grający na skrzypcach w przywiślańskich knajpach. Wkrótce poznaje także Annę i zakochuje się. Dziewczyna odwzajemnia uczucie. Aleksy obiecuje jej zakup berlinki i ślub. W celu zdobycia pieniędzy na łódź morduje klienta gotowego do zakupu „Martina” i zabiera mu gotówkę. 
W pobliżu „Martina” mieszka Apolonia Matyjas, powszechnie znana jako Matyjaska, i jej pomocnik, nieporadny Dobrziałkowski. Wysłużona barka starszej kobiety odstręcza klientów przed powierzaniem jej swoich towarów do przewozu, dlatego właściciel przedsiębiorstwa transportowego postanawia przydzielić Matyjasce dostarczanie żwiru, co jest równoznaczne z degradacją. Wodniaczka snuje plany zakupienia berlinki. Udaje się do męża, Zabawskiego, którego opuściła wiele lat temu, ponieważ ten nadużywał alkoholu. W międzyczasie mężczyzna ożenił się z inną kobietą. Matyjaska wykorzystała ten fakt, grożąc mężowi wyjawieniem prawdy o bigamii, i otrzymała od niego pożyczkę w kwocie 10 000 złotych.
Okres dzierżawy „Martina” zakończył się. Julcia ulega nieszczęśliwemu wypadkowi i niedługo potem umiera. Utrata żony i dachu nad głową popycha Zygmunta do próby samobójczej, ale w ostatniej chwili Anna go ratuje. Ojciec dziewczyny dowiaduje się o związku córki ze złodziejem i bije ją, więc Anna nie zamierza wracać do niego i przenosi się do Matyjaski. Tego samego dnia Aleksy wdaje się w bójkę z bosmanem Hajnusiem, podkochującym się w Annie, i tonie po ugodzeniu nożem. Matyjaska wykupuje „Martina”, przygarnia Annę oraz zatrudnia Zygmunta w charakterze pomocnika. Obiecuje im, że w przyszłości przejmą po niej barkę. Ostatnia scena sugeruje, że Anna i Zygmunt nawiązali relację miłosną.

## Obsada
Zestawienie zostało opracowane na podstawie źródła:
- Stanisława Wysocka – Apolonia Matyjas-Zabawska „Matyjaska”
- Ina Benita – Anna
- Jerzy Pichelski – Aleksy Rorat
- Halina Zawadzka – Karola, dziewczyna okradziona przez Aleksego
- Renata Renee – Julcia, siostra Anny; w napisach imię: Jadwiga
- Aleksander Zelwerowicz – Idzi Zabawski
- Marian Trojan – bosman Hajnuś
- Kazimierz Gella – szyper Firlus, ojciec Anny
- Kazimierz Jenoval – Zygmunt Siudowski, mąż Julci
- Kazimierz Opaliński – szyper Dobrziałkowski
- Helena Zarembina – kobieta w porcie
- Lucjana Bracka – Erna Kufke, ciotka Anny
- Kurt Katsch

## Produkcja

### Przygotowania
W 1935 roku ukazała się powieść środowiskowa Heleny Boguszewskiej i Jerzego Kornackiego pod tytułem Wisła. Oboje pisarzy, założycieli Zespołu Literackiego „Przedmieście”, opisali w niej życie wodniaków, właścicieli i pracowników barek przewożących ładunki na szlaku wiślanym. Aleksander Ford wraz z debiutującym w roli reżysera filmu długometrażowego, Jerzym Zarzyckim, zainteresowali się nowatorską tematyką społeczną publikacji i postanowili zrealizować film na jej podstawie. Reżyserów i parę pisarską łączyła nie tylko wizja artystyczna, polegająca na pochyleniu się nad niższymi warstwami społecznymi, ludźmi pracy, ale także lewicowe poglądy polityczne.
Prace nad filmem rozpoczęły się w 1936 roku pod egidą wytwórni Legia-Film. Scenariusz został przygotowany przez Aleksandra Forda i Jerzego Zarzyckiego we współpracy z Heleną Boguszewską i Jerzym Kornackim. Reżyserzy zgromadzili wokół siebie grupę uzdolnionych awangardowych twórców oraz doświadczonych filmowców. Za zdjęcia odpowiadał Stanisław Lipiński, scenografią zajął się Jacek Weinreich, muzykę skomponowali Marian Neuteich i Roman Palester. Władysław Broniewski napisał słowa do piosenek, na przykład Wiślane wody.
Główne role żeńskie otrzymały Ina Benita (Anna) i Stanisława Wysocka (Matyjaska), natomiast pierwszoplanowa rola męska przypadła Jerzemu Pichelskiemu (Aleksy). W obsadzie aktorskiej znaleźli się także Halina Zawadzka, Renata Renee, Aleksander Zelwerowicz, Marian Trojan, Kazimierz Jenoval, Kazimierz Opaliński, Helena Zarembina, Lucjana Bracka i Kurt Katsch. Autentyzmu filmowi nadawał udział w zdjęciach członków Towarzystwa Żeglugi Rzecznej „Vistula”.

### Realizacja
Operator Stanisław Lipiński, realizując zdjęcia do Ludzi Wisły, dążył do stylizacji obrazu. Ukazywał rzekę w sposób poetycki, przedstawiał jej piękno oraz otaczającą ją przyrodę. Poza tym stosował różne zabiegi w prezentacji bohaterów. Początek filmu rozpoczynał się minutową sekwencją, gdy kamera płynnie podążała za główną bohaterką, biegnącą przez nabrzeże i połączone pokłady barek. Częstym sposobem fotografowania Matyjaski była żabia perspektywa, co uwydatniało powagę tej postaci. W portretowaniu aktorów operator korzystał także z dokonań sowieckiej szkoły filmowej.
Muzyka skomponowana przez Mariana Neuteicha i Romana Palestera nie służyła wyłącznie do ilustrowania poszczególnych scen. Według Jarosława Grzechowiaka miała często za zadanie wzmocnienia wydźwięku określonych fragmentów (np. próba samobójcza Zygmunta), oraz pogłębienie sylwetek głównych bohaterów (np. Matyjaski).
Zdjęcia do Ludzi Wisły odbywały się przede wszystkim w plenerze. Wśród nakręconych scen znalazły się ujęcia z kilku nadwiślańskich miast: Toruń (m.in. widoczne są: panorama miasta, port rzeczny, most drogowy, Brama Klasztorna i kościół Świętego Ducha, Dwór Mieszczański na ulicy Podmurnej, Brama Żeglarska i bazylika katedralna św. Jana Chrzciciela i św. Jana Ewangelisty, Brama Mostowa), Sandomierz (panorama miasta, ratusz na rynku), Kazimierz Dolny (panorama miasta z kościołem farnym św. Jana Chrzciciela i św. Bartłomieja, rynek), Płock (panorama miasta z bazyliką katedralną Wniebowzięcia Najświętszej Maryi Panny na Wzgórzu Tumskim) i Zawichost (panorama miasta z kościołem św. Jana Chrzciciela).

### Opinie twórców i ingerencja producentów
Helena Boguszewska i Jerzy Kornacki w osobistej rozmowie z Aleksandrem Fordem, jak też w wywiadzie z Jerzym Bossakiem w czasopiśmie „Film”, pozytywnie wypowiedzieli się na temat zrealizowanego materiału:
Sądziliśmy, że pomysł jest chybiony, a powieść nie nadaje się zupełnie do sfilmowania. Dziś oczywiście jesteśmy innego zdania. Film nakręcony przez Aleksandra Forda i Jerzego Zarzyckiego zmienia w znaczącym stopniu proporcje powieści, wysuwa na plan pierwszy bohaterów drugoplanowych i na odwrót: spych na plan dalszy osoby, którym w powieści poświęciliśmy wiele uwagi. Ale pogodziliśmy się z tym bez trudu, bo zachowany został klimat powieści, jak również psychologiczna strona naszych spostrzeżeń i efektywny materialny dorobek w terenie.
Odmiennego zdania byli producenci i właściciele kin. W kolaudacji skarcili twórców za zbyt wysoki poziom artystyczny, zbyt wiele ujęć przyrody. Polecili przemontować film, w ten sposób, by dopasować go do gustu przeciętnego widza. Usunięto zatem część fragmentów pogrzebu Julci (według Boguszewskiej jedne z najlepszych scen), skrócono nastrojowe ediudy fotograficzne Wisły oraz dodano kilka scenek rodzajowych pijaństwa wodniaków. Właściciele kin nie zmienili jednak zdania i produkcja nie ukazała się w kinach stołecznych. Ludzie Wisły byli wyświetlani wyłącznie w kinach prowincjonalnych, a swoją właściwą premierę w Warszawie, wymuszoną protestami organów prasowych, mieli dopiero rok po opisanych wydarzeniach. Na dodatek film wszedł na ekrany w sezonie ogórkowym. 

## Odbiór

### Premiera kinowa i recenzje
Premiera Ludzi Wisły odbyła się 23 lipca 1938 roku w dwóch warszawskich kinach – „Rialto” i „Europa”. Film był wyświetlany na ekranach tych kin przez 3 tygodnie i spotkał się z mieszanymi ocenami krytyków.
Stefania Heymanowa z tygodnika „Bluszcz” stwierdziła, że w wyniku kompromisu między filmowcami a producentami Ludzie Wisły zatracili swój społeczny charakter, temat wodniaków został zmarginalizowany. Centralne miejsce zajął „romans”, ujęty w nowe ramy – „nadbrzeżne wikliny, pokład berlinki”, i wykazujący większy potencjał komercyjny od wątku społecznego. Dziennikarka miała obiekcje w stosunku do kilku elementów filmu. Pochwaliła montaż w początkowej fazie produkcji, jednakże w dalszej części stał się on nieco chaotyczny i czasami wywoływał dłużyzny. W bardzo dobrej fotografii zauważyła zbytnie lubowanie się w sowieckich wzorach („za dużo pierwszych planów, za dużo «charakterystycznych» głów”). Jej zdaniem muzyka przeszkadzała w odbiorze dialogów, mimo to dobrze korespondowała z obrazem.
Recenzent „Kina” wymienił dwa błędy rzutujące na jakość produkcji. Po pierwsze, osnucie fabuły na banalnym reportażu poskutkowało banalnością filmowej opowieści i brakiem „żywszej akcji dramatycznej”. Po drugie, zarzucił reżyserom niekonsekwencję w podążaniu awangardowymi, nieszablonowymi ścieżkami. Zdjęcia Stanisława Lipińskiego nazwał przepięknymi, chwilami natchnionymi.
W opinii sprawozdawcy „Wiadomości Literackich”, Józefa Kuroczyckiego, twórcy starali się unikać szablonów, ale treść okazała się na tyle mało odkrywcza, by dorównać poetyzującej stylizacji filmu, uzyskanej za pomocą unikatowej fotografii. Autor zachwycał się odkryciem Wisły i jej przyrody dla polskiej kinematografii. Przychylnie odniósł się do montażu i kompozycji scenariusza. W podsumowaniu recenzji Kuroczycki napisał: „Ludzi Wisły można uznać po Młodym lesie i Dziewczętach z Nowolipek za dalszy etap w rozwoju prawdziwej sztuki filmowej w Polsce”.
Zbigniewowi Piterowi, piszącemu dla „Muzy Filmowej”, nie spodobała się ingerencja producentów w wizję artystyczną twórców, wskutek czego produkcja stała się nieudaną próbą transponowania na ekran literackiego reportażu. Fabuła, tak pod względem logicznym, jak i moralnym, zawiodła i dodatkowo „została zaopatrzona przezornie w niezbędne akcesoria filmu krajowego ze scenami dancingowo-kabaretowymi na czele”. Wśród wielu potknięć i uchybień reżyserskich krytyk z zainteresowaniem oglądał te fragmenty, w których wyczuwalny był klimat Wisły i pełnego blasków i cieni życia jej ludzi. Pitera sądził, że Aleksander Ford, po odrzuceniu naleciałości szkoły sowieckiej i wyzbyciu się pewnych manier, wespół z Józefem Lejtesem mógłby zapoczątkować polską szkołę filmową.
Krytyk „Polski Zbrojnej”, ukrywający się pod pseudonimem Jan G-ski, ocenił, że filmowcy niepotrzebnie trzymali się niewolniczo pierwowzoru literackiego, przez co fabuła okazała się słaba, poza kilkunastoma dobrymi epizodami. Nie ukazano w należyty sposób środowiska ludzi Wisły, bowiem bardziej skupiono się na samej rzece. Według recenzenta wystarczyło postarać się bardziej w przekształceniu tekstu Boguszewskiej i Kornackiego w interesującą i spójną logicznie opowieść, angażującą zarówno pod względem dramatycznym, jak i dokumentalnym. Na plus zapisał dobre zdjęcia, opuszczenie dusznego atelier i sięgnięcie po tematykę czysto polską.
Recenzenci przyjrzeli się również grze aktorskiej, która wypadła bardzo dobrze. Szczególnie wysokie noty przyznali Stanisławie Wysockiej. Stefania Heymanowa napisała, że Wysocka „to, co scenarzysta naszkicował, ona wypełniła ciałem i krwią, tworząc niezapomnianą postać Matyjski”. Poza tym inni odtwórcy „bez wyjątku, starają się podciągnąć do wysokiego poziomu gry, niezmąconej «sztuczkami», jak to się dzieje u najlepszych naszych aktorów, których częste występy filmowe manierują w przykry sposób”.

### Po latach
Barbara i Leszek Armatysowie w drugim tomie Historii filmu polskiego skrytykowali romansowe mielizny i tanią egzotykę filmu. Z drugiej strony docenili wyjątkowość poruszanej tematyki, odwoływanie się do wycinka ówczesnej rzeczywistości i stworzenie zalążka dramatu społecznego, jaki szczególnie można było zauważyć w losach Matyjaski. Para historyków podkreśliła, że twórcy wykazali zrozumienie przedstawionej wspólnoty i trapiących je problemów, jak również w pewnym stopniu zastosowali element mitologizacji, odróżniając piękno życia na wodzie i zdemoralizowany świat miast, który w negatywny sposób wpływał na wodniaków. Armatysowie pochlebnie wypowiedzieli się na temat fotografii Stanisława Lipińskiego. W ich opinii „ukazał Wisłę, jakiej dotychczas na ekranach nigdy nie oglądano nawet w filmach dokumentalnych”. Nieco gorzej wypadły ujęcia o wymowie symbolicznej, za co obwinili reżyserów.
Marek Haltof porównał Ludzi Wisły do francuskiego dramatu Atalanta (1934) w reżyserii Jeana Vigo. Elementami wspólnymi obu produkcji były: obserwacja tego samego środowiska społecznego, ukazywanie warunków społecznych, historia miłosna oraz wskazywanie na odmienność życia na lądzie i na wodzie. Autor zauważył również podobieństwo w kwestiach pracy kamery (jazda kamery), pochwały życia na rzece i sympatii dla filmowanej społeczności.

### Artykuły prasowe
- Stefania Heymanowa, Z życia ekranu, „Bluszcz”, 1938, nr 32 (6 VIII), Warszawa: Michał Glücksberg.
- Jan G-ski, Ludzie Wisły na filmie, „Polska Zbrojna”, 1938, nr 207, Warszawa: Remigiusz Kwiatkowski.

### Opracowania książkowe
- Leszek Armatys, Barbara Armatys, Wiesław Stradomski, Historia filmu polskiego, t. 2, Warszawa: Wydawnictwa Artystyczne i Filmowe, 1988, ISBN 83-221-0368-9.
- Leszek Armatys, Wiesław Stradomski, Od „Niewolnicy zmysłów” do „Czarnych diamentów”. Szkice o polskich filmach z lat 1914–1939, Warszawa: Centralny Ośrodek Metodyki Upowszechniania Kultury, 1988, ISBN 83-7010-049-X.
- Michał Danielewicz, Ford. Reżyser [Calibre], Warszawa: Wydawnictwo Krytyki Politycznej, 2019, ISBN 978-83-66232-50-1.
- Piotr Gacek, Ina Benita. Za wcześnie na śmierć, Warszawa: Wydawnictwo Krytyki Politycznej, 2018, ISBN 978-83-65853-88-2.
- Marek Haltof, Mirosław Przylipiak (tłum.), Kino polskie, Gdańsk: słowo/obraz terytoria, 2004, ISBN 83-89405-38-5.
- Stanisław Janicki, Aleksander Ford, Warszawa: Wydawnictwa Artystyczne i Filmowe, 1967.
- Adam Uryniak, Ślad rzeczywistości. Polskie kino fabularne lat trzydziestych XX wieku, Gdańsk: Wydawnictwo Naukowe Katedra, 2020, ISBN 978-83-65155-66-5.